# Луцій Корнелій Лентул (консул 3 року до н. е.)
Луцій Корнелій Лентул (лат. Lucius Cornelius Lentulus, близько 35 до н. е. — після 2 до н. е.) — державний діяч Римської імперії, консул 3 року до н. е.

## Життєпис
Походив із патриціанського роду Корнеліїв Лентулів. Син Луція Корнелія Лентула, онук Луція Корнелія Лентула Нігера, фламін Марса.
У 15 році до н. е. призначено магістром монетного двору, відповідав за карбування грошей. 12 році до н. е. став фламіном Марса. У 3 році до н. е. став консулом разом із Марком Валерієм Мессалою Мессаліном. У 2 році до н. е. як проконсул керував провінцією Африка. Ймовірно загинув під час придушення повстання племен мусуламі та гарамантів.

## Родина
- Корнелія, дружина Луцій Волузій Сатурнін, консул-суфект 3 року